# Bonnie Bartlett
Bonnie Bartlett (ur. 20 czerwca 1929 w Wisconsin) – amerykańska aktorka filmowa i telewizyjna. Od 1951 roku jej mężem jest aktor William Daniels. Aktorka zdobyła dwie nagrody Emmy za najlepszą rolę drugoplanową w słynnym serialu „St. Elsewhere”.

## Filmografia
- Agenci NCIS (2003)
- Once and Again (1999-2002)
- Duchy Missisipi (1996)
- W imię miłości: Teksańska tragedia (1995)
- Take Me Home Again (1994)
- Ostry dyżur (1994-2009)
- Dave (1993)
- Bliźniacy (1988)
- Malice in Wonderland (1985)
- The Golden Girls (1985-1992)
- V (1983)
- St. Elsewhere (1982-1988)
- Frances (1982)
- A Long Way Home (1981)
- Rape and Marriage: The Rideout Case (1980)
- Obietnica ciemności (1979)
- Ike (1979)
- Miasteczko Salem (1979)
- Ostatni z wielkich (1976)
- Domek na prerii (1974-1984)
- Love of Life (1951-1980)